# Society of Exploration Geophysicists
La Society of Exploration Geophysicists (SEG) è un'organizzazione professionale no-profit rivolta a promuovere le scienze della Geofisica e la formazione dei Geofisici dell'Esplorazione, sviluppatasi negli USA. Nel 2008 aveva più di 28.000 iscritti che lavorano in 130 paesi nel mondo. La SEG è stato fondato nel 1930 a Houston, in Texas, ma ha sede a Tulsa, in Oklahoma fin dal 1940.
Ha creato lo standard SEG-Y per la memorizzazione dei dati geofisici.